# Willa przy ulicy Krakowskiej 149 w Zabierzowie
Willa przy ulicy Krakowskiej 149 w Zabierzowie – murowano-drewniana willa znajdująca się w Zabierzowie, w powiecie krakowskim.
Obiekt wraz z ponad półhektarowym otoczeniem ogrodowym i drzewostanem wpisany został do rejestru zabytków nieruchomych województwa małopolskiego.

## Historia
Willa została wybudowana w 1901 roku jako dom własny architekta Jana Sas- Zubrzyckiego. Właściciel mieszkał w Krakowie, ale często przyjeżdżał do Zabierzowa z rodziną. W 1912 roku Zubrzycki został mianowany profesorem w Katedrze Historii Architektury i Estetyki na Politechnice Lwowskiej i w związku z tym przeprowadził się do Lwowa. W Zabierzowie bywał rzadko, domem opiekował się zarządca, który zamieszkał w willi z rodziną. W 1935 roku po śmierci Jana Sas-Zubrzyckiego willę odziedziczyła jego córka Łucja, która też mieszkała we Lwowie. W 1937 roku Łucja wraz z mężem sprzedali posiadłość Henrykowi Koziołowi z Warszawy. W czasie drugiej wojny światowej dom zamieszkiwały rodziny wysiedlone z Warszawy - Kreczmarowie, Dzięgielewscy, Dudowie i inni.
Po wojnie posiadłość odziedziczył wnuk Koziołów, który zginął w wypadku samochodowym, a rodzina sprzedała nieruchomość Marii i Pawłowi Gilarskim. W Zabierzowie pojawiali się oni rzadko, domem opiekowali się sąsiedzi. W 1992 roku kupiła posiadłość firma Agemark z siedzibą w Tychach, a w 1996 odkupił firmę wraz z willą Paul Rogler. Obecnie (2013) willa znajduje się w posiadaniu Pawła Grasia z rodziną.

## Architektura
Dom został wybudowany w górnej części działki o kształcie prostokąta, w narożniku południowo-zachodnim.
Łączy elementy historyzmu z zastosowaniem form budownictwa drewnianego.
 Jest budowlą nieregularną, dwukondygnacyjną. Podmurówka jest wykonana z kamienia wapiennego, pierwsza kondygnacja i dwie wieże z cegły i wkomponowanego w nią jurajskiego wapienia. Kondygnacja pietra wybudowana jest z desek drewnianych konstrukcji zrębowej, ułożonych poziomo, szalowanych na zakładkę, w partii podstrysza skrzydła bocznego szalowanie desek na styk w układzie pionowym.

Dom w części zachodniej ma plan prostokąta, fasada znajduje się na krótszym boku. Do korpusu od strony wschodniej przylega węższe skrzydło boczne zamknięte ryzalitem, ze skośną przyporą.
W narożu południowo-zachodnim umieszczona jest czworoboczna, wysoka wieża z drewnianym, trójbocznym, przykrytym trójpołaciowym daszkiem wykuszem w dolnej kondygnacji od zachodu i tarasem widokowym, przykrytym namiotowym dachem na szczycie. W narożach ozdobiona jest białym kamieniem wapiennym. Od strony frontowej znajduje się kamienna przypora.

Druga, niższa wieża znajduje od strony północno - wschodniej, przykryta jest dachem czterospadowym. W narożnikach od północy znajdują się czworoboczne formy machikuł wsparte na wspornikach.
Otwory okienne w willi, o różnym wykroju, mają kamienne obramienia. Dom został przykryty wielopołaciowym dachem, o różnej wysokości kalenic.
Wejście znajduje się od strony ulicy Krakowskiej, poprzedzone jest schodami, które przykryte są pulpitowym daszkiem, wspartym na dwóch drewnianych słupach. Po prawej stronie drzwi wejściowych umieszczona jest kamienna kolumna podtrzymująca kamienną belkę nadproża.
Od strony północnej, na poziomie piętra znajduje się drewniany taras, ograniczony drewnianą balustradą. Na dłuższym boku wsparty jest na trzech kamiennych słupach. Na pierwszym poziomie uzyskano w ten sposób efekt ganku, który jest otwarty, ograniczony balustradą kamienną, dostępny z wnętrza domu. Po schodkach od strony zachodniej można zejść tędy do ogrodu na tyłach domu.
W zachodniej części elewacji północnej, w części parterowej znajduje się duże okno zamknięte półkolistym, kamiennym łukiem, 
dwa prostokątne okna na wysokości piętra i deskowany szczyt elewacji, ozdobiony motywem słoneczka.
W jednym z pokoi na pierwszym piętrze znajduje się tablica z napisem: W. ks. Konopiński z Modlnicy poświęcił dn. 24.VII.1901, Pobłogosław Boże Naszej Pracy.